# 伊莉莎白：輝煌年代
《伊莉莎白：輝煌年代》（英語：Elizabeth: The Golden Age）是一部2007年的歷史電影，亦是的續集。電影沿用了上一集的導演錫哈·加培和包括凱特·布蘭琪在內的一眾演員。故事以16世紀的英國為背景，內容圍繞著已達中年的英女皇伊丽莎白一世如何克服在統治國家及私人生活上都必須面對的種種壓力，籍此描繪英國在伊丽莎白一世的統治下怎樣達到它的輝煌時期。
電影的全球首映於2007年9月9日在多倫多國際電影節舉行。

## 演員表
- 凯特·布兰切特 饰演 伊丽莎白一世
- 克萊夫·歐文 饰演 沃爾特·雷利爵士
- 傑佛瑞·洛許 饰演 法蘭西斯·華爾辛漢爵士
- 艾比·柯妮許 饰演 伊麗莎白·思羅克莫頓（英语：Elizabeth Raleigh）
- 赫帝·莫亞 饰演 腓力二世
- Coral Beed 饰演 宮廷女士
- Christian Brassington 饰演 奧地利大公查理二世
- Robert Cambrinus 饰演 奧地利駐英大使
- Jazz Dhiman 饰演 西班牙貴族
- 湯姆·荷蘭德 饰演 阿米愛斯·伯勒特（英语：Amias Paulet）爵士
- David Legeno 饰演 劊子手
- 薩曼莎·莫頓 饰演 瑪麗一世
- Luke Mowatt 饰演 白廳宮禁衛
- 埃迪·雷德梅尼 饰演 安東尼·巴賓頓（英语：Anthony Babington）爵士
- Vidal Sancho 饰演 西班牙大臣
- Brice Stratford 饰演 女皇禁軍之首

## 外部連結
- 互联网电影数据库（IMDb）上《伊莉莎白：輝煌年代》的资料（英文）
- 豆瓣电影上《伊莉莎白：輝煌年代》的資料 （简体中文）
- 官方網頁
- 國際網頁 （页面存档备份，存于）
- 環球製片 （页面存档备份，存于）
- Working Title Films
- YouTube （页面存档备份，存于）